# Spalić Hollywood
Spalić Hollywood (ang. An Alan Smithee Film: Burn Hollywood Burn) – amerykański film komediowy z 1997 roku w reżyserii Arthura Hillera.

## Obsada
Źródło: Filmweb

- Ryan O’Neal – James Edmunds
- Robin Quivers – Bonnie
- Eric Idle – Alan Smithee
- Gavin Polone – Gary Samuels
- Harvey Weinstein – Sam Rizzo
- Cherie Lunghi – Myrna Smithee
- Sandra Bernhard – Ann Glover
- Leslie Stefanson – Michelle Rafferty
- Richard Jeni – Jerry Glover
- Chuck D. – Leon Brothers
- Coolio – Dion Brothers
- Larry King (on sam)
- Marcello Thedford – Stagger Lee
- Naomi Campbell – asystentka
- MC Lyte – Sista Tu Lumumba
- Nicole Nagel – Aloe Vera
- Stephen Tobolowsky – Bill Bardo
- Erik King – Wayne Jackson
- Marianne Muellerleile – Sheila Caslin
- Suli McCullough – S.L.A.
- Dina Spybey – Allessandra
- Robert Littman – kuzyn Andrew
- Leslie Segar – wielka Lez
- Robert Evans (on sam)
- Robert Shapiro (on sam)
- Linnell Shapiro (on sam)
- Grant Shapiro (on sam)
- Brent Shapiro (on sam)
- Shane Black (on sam)
- Jeremy Baka (on sam)
- Mario Machado (on sam)
- Lisa Canning (ona sama)
- Gary Franklin (on sam)
- John Corcoran (on sam)
- Naomi Eszterhas (ona sama)
- Peter Bart (on sam)
- Dominick Dunne (on sam)
- Billy Barty (on sam)
- Victor Drai (on sam)
- Stanley Ralph Ross (on sam)
- Alan Smith (on sam)
- Sylvester Stallone – gra siebie (on sam)
- Whoopi Goldberg – gra siebie (ona sama)
- Billy Bob Thornton – gra siebie (on sam)
- Norman Jewison (niewymieniony w czołówce) (on sam)
- Jim Piddock – pomocnik
- Douglas Walker – fotograf
- Joe Eszterhas (on sam)
- Robin Chivers – Bonnie
- Robin Dugger – Clyde
- Duane Davis – czarnoskóry policjant
- Hideo Kimura – Japoński biznesmen
- Earl Kim Shiroma – Japoński biznesmen
- Jesse Rambis – fan Lakersów
- Christopher Kelley – Brytyjski barman
- Jackie Chan (on sam)
- Tony Devon (niewymieniony w czołówce) (on sam)
- Jennifer Leigh Edwards (niewymieniony w czołówce) (ona sama)

## Odbiór
W Stanach Zjednoczonych film zarobił 45 779 dolarów amerykańskich, 52 998 marek niemieckich i 43 411 dolarów amerykańskich w Niemczech.
W 1999 roku podczas 20. rozdania Złotych Malin Ryan O’Neal, Sylvester Stallone i Arthur Hiller byli nominowani w kategorii Najgorszy aktor, Najgorszy aktor drugoplanowy i Najgorszy reżyser, Joe Eszterhas zdobył nagrody w kategorii Najgorszy scenariusz i Najgorszy aktor drugoplanowy. Utwór „I Wanna Be Mike Ovitz!” wykonany przez Magic Kingdom był nominowany w kategorii Najgorsza piosenka. Film zdobył nagrodę w kategorii Najgorszy film. W 2000 roku film był nominowany podczas 21. rozdania nagród Złotych Malin w kategorii Najgorszy film dekady.